# Juvenal z Narni
Svatý Juvenal z Narni (latinsky Iuvenalis de Narni, někdy zaměňován s Iuvenalem z Beneventa; 4. století, severní Afrika, Kartágo (?), † 7. srpna 376 Narni) byl římský křesťanský misionář v Itálii, biskup v Narni a prvomučedník.

## Život
O Juvenalově životě se dochovaly kusé i protichůdné prameny. Podle tradice to byl občan Římské říše, byl původně lékařem a pocházel ze severní Afriky, snad z Kartága. Pravděpodobně 3. května roku 369 jej papež Damasus I. vysvětil na biskupa. Juvenal se stal prvním biskupem v Narni, jeho katedrálou byl kostel Santa Maria Maggiore, nyní San Domenico.
Podle legendy měl být pro víru sťat mečem a pohřben u hlavní brány Porta superiore na Via Flaminia.
Papež Řehoř Veliký ve svých Dialozích nazval Juvenala mučedníkem a zmínil se o jeho hrobě v Narni. V 5./6. století mu tam byla postavena a zasvěcena kaple, jejíž pozůstatky jsou obsaženy ve zdivu dnešní katedrály. Kolem roku 535 byl Juvenalovi v Tuscii poblíž Orte zasvěcen klášter benediktinů. 
Během vyplenění Narni v roce 878 nebo krátce po něm v 10. století byly Juvenalovy relikvie – spolu s relikviemi sv. Kasiána z Narni – převezeny do kostela San Frediano v Lucce a do Říma, ale brzy byly poslány zpět.

## Památka a patrocinia
Jeho památka se slaví 3. května, V pravděpodobný den jeho biskupského svěcení. Hlavním dnem jeho úcty je výročí úmrtí, 7. srpna 376 v Narni.
Juvenalova hrobka s jeho relikviemi je v katedrále v Narni, další relikvie se uctívají ve Fossanu, Beneventu a Orvietu.
Juvenal je patronem kostelů a měst Narni, Orvieto, Macerino a Rieti, spolupatronem města Benevento a patronem katedrály ve Fossanu a diecéze Fossano. Dále je patronem spojené diecéze Terni-Narni-Amelia.  
Ve Francii mu je zasvěcen kostel v Côtes-d'Armor.
Uctívá se jako patron proti moru a epidemiím.

### Ikonografie

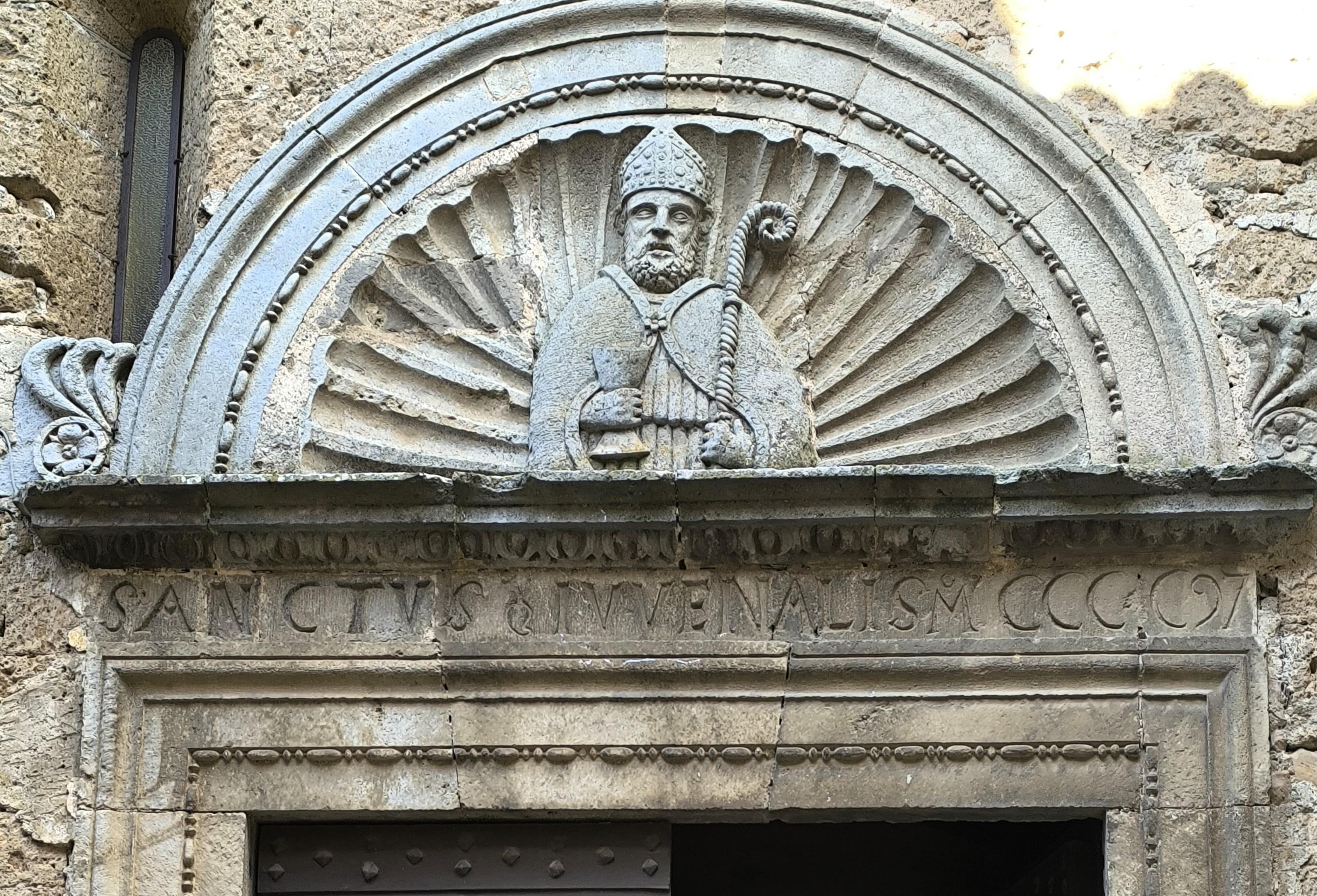
Sv. Juvenal na portálu kostela San Giovenale, Orvieto (1497)

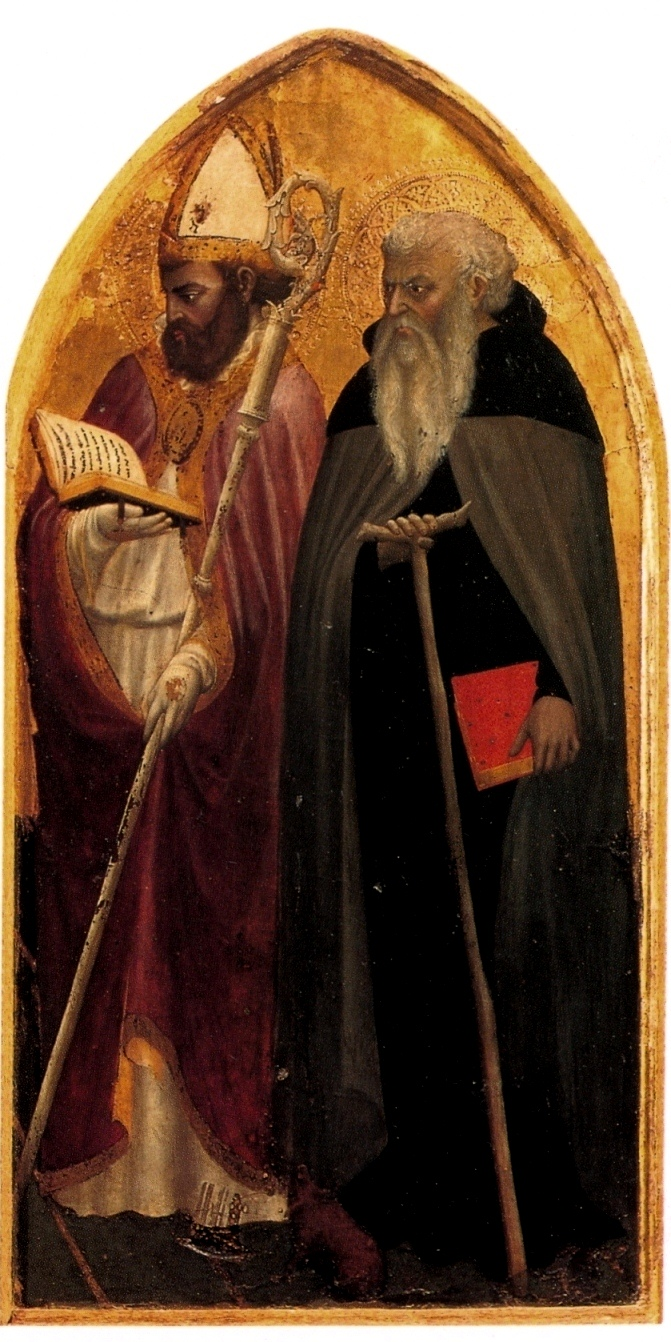
Sv. Juvenal a sv. Antonín Veliký, křídlo triptychu, Masaccio, (asi 1422)

- Svatý Juvenal se zpodobňuje jako muž středního věku s plnovousem, v biskupském rouchu, s mitrou na hlavě, berlou v levici, s otevřenou knihou nebo s kalichem v pravé ruce. Pravděpodobně nejstarším vyobrazením je freska ze 12. století v katedrále v Narni,[1] dále freska na stěně kostela San Giovenale v Orvietu z 15. století, deskový obraz v katedrále v Narni a reliéf v nadpraží gotického portálu kostela San Giovenale v Orvietu z roku 1497..
- Na skupinových obrazech se Juvenal objevuje jako ctitel Panny Marie ve společnosti dalších biskupů a mnichů v Sacra conversazione, například na Masacciově triptychu z roku 1442 (v Masacciově muzeu v Reggellu– Cascii), nebo na obraze z Národní galerie v Budapešti.